# Siemieniotka
Siemieniotka (także: konopionka, siemieniec, siemieniatka, siemiotka, siemionka, siemianka, siemieniucha, konopiotka, konopianka) – zupa z nasion (siemienia) konopi. Na Śląsku, w Małopolsce i Wielkopolsce tradycyjnie spożywana w wigilię Bożego Narodzenia. 
Gospodynie na Śląsku miały najczęściej własny, każda nieco odrębny przepis na siemieniotkę. Zupę podawano z gotowaną na sypko kaszą gryczaną (którą nazywano na Śląsku tatarczaną lub pogańską) albo z grzankami. 
Według wierzeń ludowych potrawa ta miała moc leczniczą – uważano, że chroni przed świerzbem i wrzodami.